# Cyrtodactylus martini
Espèce
Cyrtodactylus martini est une espèce de geckos de la famille des Gekkonidae.

## Répartition
Cette espèce est endémique de la province de Lai Châu au Viêt Nam.

## Étymologie
Cette espèce est nommée en l'honneur de Shaun Martin.

## Publication originale
- Ngo, 2011 : Cyrtodactylus martini, another new karst-dwelling Cyrtodactylus Gray, 1827 (Squamata : Gekkonidae) from Northwestern Vietnam. Zootaxa, n. 2834, p. 33–46.